# Telanthophora arborescens
Telanthophora arborescens là một loài thực vật có hoa trong họ Cúc. Loài này được (Steetz) H.Rob. & Brettell miêu tả khoa học đầu tiên năm 1974.